# 大河内一男
大河内 一男（おおこうち かずお、1905年〈明治38年〉1月29日 - 1984年〈昭和59年〉8月9日）は、日本の経済学者。位階は正三位。
東京大学総長、同名誉教授。専修大学学長。日本学士院会員。専攻は社会政策。

## 経歴
1905年、東京下谷生まれ。東京府立第三中学校、旧制第三高等学校を経て、東京帝国大学に入学。大学では河合栄治郎に師事した。
大学卒業後、東京帝国大学経済学部助手に採用され、のちに講師昇進。しかし、平賀粛学に際して1939年（昭和14年）1月30日に辞表を提出。しかし平賀譲総長から慰留され、対処をめぐって改めて師の河合栄治郎、河合門下の三羽烏と呼ばれた木村健康・安井琢磨と相談をしたところ、あくまで辞表を撤回するなとする師のメッセージに、それまで持っていた師のイメージが変わってしまい、師と袂を分かつ決意をする。また、平賀譲総長の懇請を受けていたこともあり、経済学部に留まることを決意し、辞表を撤回した。戦時期においては風早八十二とともに生産力理論を提唱した。
戦後は、1945年（昭和20年）11月、文部省が設置した公民教育刷新委員会の委員に就任。また、東京帝国大学経済学部教授との兼任で1946年（昭和21年）～1949年（昭和24年）、1946年（昭和21年）4月に専修大学経済学部長をつとめた。1947年（昭和22年）12月、専修大学学長に就任。1949年（昭和24年）3月退任。退任後は学監となった。1951年（昭和26年）7月、経済学博士号を取得。1962年～1968年、東京大学総長。在任中の1968年（昭和43年）に東大紛争が発生し、同年11月1日、全学部長、評議員とともに紛争の責任をとって辞任。法学部教授加藤一郎が総長代行となった。
学界では、1962年（昭和37年）から1964年（昭和39年）まで社会政策学会代表幹事。1973年（昭和48年）より大内兵衛の後任で社会保障制度審議会の第2代会長に就任した。同年、世界平和アピール七人委員会委員となり、ラボ国際交流センターの創設にあたっては会長となった。1980年（昭和55年）より社会経済国民会議議長。
1984年（昭和59年）8月9日、両側性気管支肺炎のため駿河台にある杏雲堂病院で死去。墓所は所沢市所沢聖地霊園。

## 受賞・栄典
- 1981年4月29日：叙勲一等授瑞宝章。
- 1984年：叙正三位、賜銀杯一組。

## 研究内容・業績

### 社会政策に関して
19世紀後半のドイツ歴史学派経済学による社会政策とは国家学の一つであった。当時のドイツでは社会問題の深刻化に加えて、社会主義運動の高まりに対抗するために、その対策として社会政策が唱えられた。大河内はマルクス経済学によって歴史学派を批判し、国家学としての社会政策学を理論的に確立しようとした。
大河内理論によれば、社会政策は資本主義社会において、労働力の保全または培養のために必要不可欠である、とされる。社会政策の目的を達成するためには
1. 総体としての資本が労働力の一定数量を円満に確保すること
2. 総体としての資本が労働力を収奪しつくしたり消耗しつくさないようにすること
3. 総体としての資本が労働者側の社会的要求や社会的自覚に適切に対応すること

が必要だとした。
この大河内理論は他のマルクス主義者服部英太郎や岸本英太郎らは、生産力理論には「生産関係・階級闘争の視点が欠けている」と批判した。また、大河内の理論では「社会政策=労働政策」と捉えられたため、国家論としての射程が狭められるきっかけをつくったと批判された。これは学会では「社会政策論争」と呼ばれ、当時の社会政策学者のほとんどが参加したが、大河内理論を中心として、社会政策の理論が前進したという意義は大きい。
粕谷一希は、その著書『河合栄治郎』の中（147ページ）で「『大河内理論』なるものは『社会政策とは労働者政策ではなく、労働力政策である』という有名な命題を中心としているが、マルクスの資本論を巧みに解釈したその体系は、河合栄治郎の生涯を賭けた人格主義とは無縁であり、自らの立場を、『総資本対総労働』という体系のなかで、どこへでも移行できる便利な理論である。大河内理論は、その巧妙さによって戦中戦後をすり抜けてきたのである」とし「私は最終的にこの人（大河内一男）の存在と学問を信ずる期にはなれない」と批判している。

## 家族・親族
大河内家は松平信綱の末裔。
- 父：大河内翠山（大河内発五郎）は講談や児童向け読み物の作者であり、日本の速記史上の重要人物でもある。速記者の待遇改善に大きな貢献をした[9]。
- 長男：大河内暁男は経済史家。

## エピソード

### 「肥った豚になるよりはやせたソクラテスになれ」
東大総長時代、1964年3月28日の卒業式における式辞で「いくら東大卒だからといって、エリートとして人生を生きてはならない、太った豚より痩せたソクラテスになれ。」と訓示したという話が流布されている。ただし、この発言は予定稿にはあったが、実際の式では読み飛ばされてしまっており、にもかかわらず草稿を入手したマスコミによって、大河内の言葉として広められてしまったものという。原文はジョン・スチュアート・ミルの引用であることを明記してあり、文章も異なるものであった。
実際の式辞草稿の該当箇所は以下の通りである。
この一文はミルの『功利主義論』の「満足した豚であるより、不満足な人間であるほうがよい。満足した馬鹿であるより、不満足なソクラテスであるほうがよい」という一文を、不正確に引用したものと考えられている。
当時は新聞の夕刊に間に合わせるため、東大総長は式辞を事前に原稿化しておき、そのプリントを記者に配布する習慣になっていた。ところが、大河内が実際には当該箇所を読み飛ばしていたにもかかわらず、新聞各紙は配布された原稿をもとに記事をまとめた上、当該箇所を見出しに用いた新聞もあった（つまり誤報である）。大河内は4月15日付『朝日新聞』朝刊に一文を寄せ、実際には読み飛ばしていた事情を明かした上で、「多少きざっぽく思われ出したので、結局告辞のなかで引き合いに出さないでよかったような気がしている」とコメントしている。
大河内自身は、読み飛ばしは意図的なものではなく、写真のフラッシュやテレビカメラのライトのせいで目がチカチカしていて読めなかった、と釈明している。しかし、石井洋二郎はこの説明について、当該箇所は原稿の後半であり、その時間までフラッシュが頻繁に焚かれ続けたとは考えにくい上、フラッシュで読めないのは一瞬だけなので少し待てばよく、また、原稿を読めないほどライトがきつかったとすると、なぜ他の部分は読み上げることができたのか説明がつかない、と疑問を呈している。

## 大河内文庫
大東文化大学板橋図書館には大河内一男、大河内暁男、大河内昭子旧蔵書が「大河内文庫」として残されている。

## 著作

### 著書
- 『独逸社会政策思想史』日本評論社 1936
- 『社会政策の基本問題』日本評論社 1939年
- 『戦時社会政策論』時潮社 1940年
- 『スミスとリスト 経済倫理と経済理論』日本評論社 1943
- 『日本資本主義と労働問題』白日書院 1947年
- 『労働組合と失業問題』白日書院 1947年
- 『社会科学と知識層』勁草書房 1948
- 『国民生活の理論』光生館 1948
- 『社会政策総論』有斐閣全書 1949
- 『学生と社会科学』社会科学を如何に学ぶべきか 啓示社 1949
- 『社会問題』三省堂出版 1950
- 『経済思想史』1-2 勁草書房 1950-1958
- 『社会政策原理』勁草書房 1951
- 『社会思想史』有斐閣 1951
- 『黎明期の日本労働運動』岩波新書 1952
- 『社会政策の経済理論 続社会政策の基本問題』日本評論新社 1952
- 『社会科学入門』要選書 1952
- 『社会政策各論』有斐閣全書、1952
- 『日本労働組合論』慶友社 1953
- 『労働問題』弘文堂 1955
- 『欧米旅行記』 時事通信社 1955
- 『戦後日本の労働運動』岩波新書 1955
- 『経済学入門』 青林書院、1956
- 『労働組合運動の再出発「企業別組合」の内と外』日本評論新社 1956
- 『労働組合運動への提言』三芽書房 1957
- 『社会思想史要綱 青林書院 1957
- 『現代知性全集』8,大河内一男集 日本書房 1959
- 『新しい労使関係のために』正続 有信堂・文化新書 1959-1960
- 『貧乏物語』文藝春秋新社 1959
- 『日本的中産階級』 文藝春秋新社 1960
- 『日本の労働組合』 慶友社 1961
- 『これからの労働組合』 至誠堂 1961
- 『労働組合』有斐閣、1963
- 『社会政策講義 1-2 有信堂、1963-1965
- 『労働問題入門』1964年、青林書院新社
- 『私の経済成長論 文藝春秋新社 1964
- 『私の人間像』 東京大学出版会 1965
- 『これからの労働組合』 至誠堂新書 1965
- 『これからの労使関係』 講談社現代新書 1966
- 『私の教育論』 東京大学出版会 1967
- 『自分で考える 思想との対話』 講談社 1967
- 『社会政策講義』 第3 時間と賃金 有信堂 1968
- 『経済学講義』 青林書院新社、1968
- 『私の大学論』 東京大学出版会 1968
- 『大河内一男著作集』全5巻 青林書院新社 1968-1969
- 『経済学史入門』 青林書院新社 1970
- 『自分を生かす』 福村出版 1970
- 『社会政策四十年 追憶と意見』 東京大学出版会 1970
- 『暗い谷間の労働運動 大正・昭和(戦前)』岩波新書 1970
- 『賃銀』有斐閣、1970
- 『日常茶飯 読売新聞社 1971
- 『社会政策論の史的発展』大河内一男社会政策論集1（有斐閣、1972）
- 『労使関係論の史的発展』大河内一男社会政策論集2（有斐閣、1972）
- 『労使関係の曲り角 労使関係セミナー記録 有信堂 1972
- 『幸徳秋水と片山潜 明治の社会主義』講談社現代新書 1972
- 『余暇のすすめ』中公新書 1974
- 『人類の知的遺産 アダム・スミス 講談社 1979
- 『暗い谷間の自伝 追憶と意見』中公新書 1979
- 『大河内一男集』全8巻 労働旬報社 1980-1981
- 『日本人の生活と労働』日本放送出版協会 1981
- 『経済のソフト化と労使関係』 時潮社 1986.9

### 共編著
- 『国民生活の課題』（編著、1943年、日本評論社）
- 『日本を考える』 中山伊知郎対談 田代書店 1973

### 翻訳
- 『現代英吉利経済の分析』 ドイツ対外政策研究所編 横山正彦共訳 国際書房、1943
- 『労働組合 その組織と発展』 フィリップ・タフト 川田寿共訳 時事通信社 1956
- 『労働組合』 エリック・L.ウィガム 秋田成就共訳 紀伊国屋書店 1958
- 『経営労働賃金』 ジョン・P.ウィンドミューラー編 関谷耕一共訳 時事通信社 1959
- （「国富論」は監訳となっているが訳者ではない）

## 記念論集
- 『大河内一男先生還暦記念論文集』第1集 社会政策学の基本問題 有斐閣 1966
- 『大河内一男先生還暦記念論文集』第2集 労働経済と労働運動 有斐閣 196